# 瑪皮·萊昂
瑪麗亞·皮拉爾·萊昂·塞夫里安（西班牙語：María Pilar León Cebrián；1995年6月13日—），通稱瑪皮·萊昂（西班牙語：Mapi León），是一名西班牙職業女子足球員，司職後衛，現效力於西班牙女子足球甲級聯賽的巴塞隆納。
萊昂在家鄉薩拉戈薩俱樂部開始了她的職業生涯，然後轉會到西班牙人俱樂部和馬德里競技。在馬競，她在教練安赫爾·維拉坎帕的指導下從左後衛轉型為中後衛。萊昂在馬德里競技贏得了她職業生涯的第一座西甲联赛冠軍和國王杯冠軍。
2017年，萊昂從馬德里競技轉會至巴塞隆納，成為西班牙女足史上第一位有薪轉會，轉會費為5萬歐元。她隨巴塞隆納贏得了五次西甲联赛冠军、五次女王盃冠軍、三次歐洲女子冠軍聯賽冠軍和三次西班牙超級盃冠軍。她於2019年、2021年、2022年、2023年和2024隨巴塞隆納第五次參加歐冠決賽，並贏得了2021、2023和2024年的冠軍，2024成為巴塞隆納女足歷史上第一位大陸四冠王。
萊昂隨西班牙國家女子足球隊參加國際比賽，並於2016年在2017年歐洲女子足球錦標賽預選賽中首次亮相。此後，她代表西班牙國家女子足球隊參加了2017年歐洲女子足球錦標賽、2019年國際足協女子世界盃和2022年歐洲女子足球錦標賽等三場重要國際比賽。
2023年，她被選為11名最佳女性理想球員之一。

## 私人生活
萊昂是公開的女同志，2018年接受西班牙報紙《世界報》採訪時公開出櫃，並致力於積極反對西班牙體育界的恐同現象。2018年7月，她受邀於馬德里同志驕傲節公開發表演說。2019年，萊昂是馬德里驕傲節開幕式的主要發言人。《世界報》將她列為2018年和2019年西班牙50名最有影響力的LGBT人士之一。2023年，他被西班牙La Otra Crónica網站選為100名最具影響力的LGBT人士名單中排名第63位。
她與巴塞隆納隊友、挪威國腳英格麗·希利斯塔德·恩根處於戀愛關係。

## 外部連結
- 瑪皮·萊昂－UEFA國際賽競賽紀錄
- 瑪碧·里昂 （页面存档备份，存于）在巴塞隆納
- Mapi León （页面存档备份，存于） at BDFutbol
- Soccerway資料庫：瑪皮·萊昂